# Siphonops insulanus
Siphonops insulanus är en groddjursart som beskrevs av Ihering 1911. Siphonops insulanus ingår i släktet Siphonops och familjen Caeciliidae. IUCN kategoriserar arten globalt som otillräckligt studerad. Inga underarter finns listade i Catalogue of Life.